# Filippo Castracane degli Antelminelli
Filippo Castracane degli Antelminelli (Cagli, 23 marzo 1851 – Montecatini, 21 agosto 1899) è stato un arcivescovo cattolico italiano.

## Biografia
Filippo Castracane nasce a Cagli il 23 marzo 1851 da Antonio dei conti Castracane e dalla nobildonna Ottavia figlia di Scipione Chiaramonti e Teresa Barberini: famiglie dalle quali sono usciti i pontefici Urbano VIII e Pio VII.
Compiuti i suoi primi studi nel Seminario vescovile della Diocesi di Cagli, Filippo entra nella Pontificia Accademia Ecclesiastica laureandosi in diritto canonico.
Negli anni in cui è già canonico onorario della Cattedrale di Cagli viene eletto da papa Leone XIII (1878-1903) suo Cameriere segreto.
Da canonico di San Giovanni in Laterano diviene canonico di San Pietro in Vaticano.
Risale al 22 settembre del 1895 (anche se il Tarducci riporta l'anno 1891) la sua nomina ad Arcivescovo titolare di Edessa di Osroene e contemporaneamente a Presidente della Pontificia Accademia Ecclesiastica.
Grazie a lui vengono introdotte nella città di Cagli le Suore del Preziosissimo Sangue alle quali fece molte donazioni inter vivos e post mortem.
A 48 anni di età chiude i suoi giorni a Montecatini Terme il 21 agosto 1899. Il suo corpo viene tumulato a Roma nel sepolcro del Capitolo vaticano nel Cimitero del Verano.

## Genealogia episcopale
La genealogia episcopale è:
- Cardinale Scipione Rebiba
- Cardinale Giulio Antonio Santori
- Cardinale Girolamo Bernerio, O.P.
- Arcivescovo Galeazzo Sanvitale
- Cardinale Ludovico Ludovisi
- Cardinale Luigi Caetani
- Cardinale Ulderico Carpegna
- Cardinale Paluzzo Paluzzi Altieri degli Albertoni
- Papa Benedetto XIII
- Papa Benedetto XIV
- Papa Clemente XIII
- Cardinale Bernardino Giraud
- Cardinale Alessandro Mattei
- Cardinale Pietro Francesco Galleffi
- Cardinale Giacomo Filippo Fransoni
- Cardinale Carlo Sacconi
- Cardinale Edward Henry Howard
- Cardinale Mariano Rampolla del Tindaro
- Arcivescovo Filippo Castracane degli Antelminelli